# Волиньобленерго
ПрАТ «Волиньобленерго» — приватна компанія зі штаб-квартирою в місті Луцьк, яка займається розподіленням, транспортуванням та постачанням електроенергії у Волинській області.

## Історія
У 1995 році згідно з указом Президента України від 4.04.1995р. № 282/95, наказами міненерго України від 15.06.1995р. № 106 та від 15.08.1995р. № 152 на базі Волинського ОПЕМ заснована ДАЕК «Волиньобленерго». У 2000 році рішенням загальних зборів акціонерів ДАЕК «Волиньобленерго» перейменована у ВАТ «Волиньобленерго». У 2011 році ВАТ «Волиньобленерго» перейменовано на публічне акціонерне товариство «Волиньобленерго». 2013 року пакет акцій ПАТ «Волиньобленерго» виведений з реєстру корпоративних прав держави у зв'язку зі списанням цих акцій з рахунку ФДМУ у цінних паперах на рахунок нового власника ТОВ «УКРІСТГАЗ».

## Структура
До складу ПрАТ «Волиньобленерго» входять:
- Володимир-Волинська філія;
- Горохівська філія;
- Іваничівська філія;
- Камінь-Каширська філія;
- Ківерцівська філія;
- Ковельська філія;
- Локачинська філія;
- Луцька міська філія;
- Луцька районна філія;
- Любешівська філія;
- Любомльська філія;
- Маневицька філія;
- Нововолинська філія;
- Ратнівська філія;
- Рожищенська філія;
- Старовижівська філія;
- Турійська філія.[2]

## Діяльність
На балансі компанії знаходиться більше 25 тис. км ліній електропередач (з них 24 тис. км повітряних ліній та більше 1 тис. км — кабельних). Кількість трансформаторних підстанцій — 5,6 тисяч (з них 111 — напругою 35 кВ та 110 кВ), загальна потужність трансформаторів — 2 256 МВА. ПрАТ «Волиньобленерго» обслуговує понад 340 000 фізичних та майже 10 000 юридичних споживачів.